# 두코노산

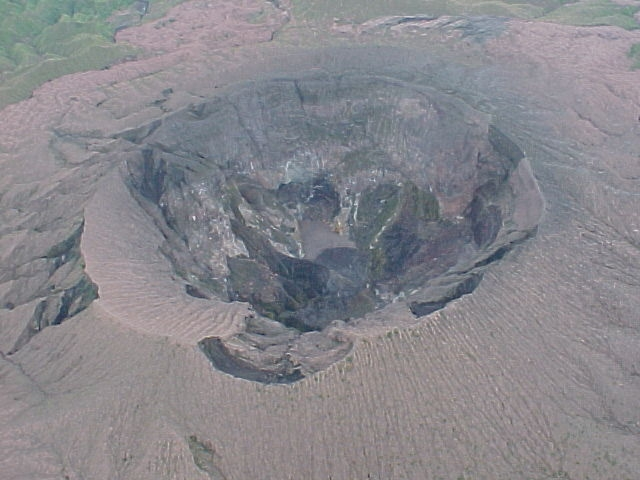
두코노산

두코노산(Dukono)은 인도네시아 할마헤라섬에 위치한 활화산이다. 이 화산은 복합 화산이며, 지금도 계속 분화하고 있다. 두코노 산 주변에 있는 마을 사람들은 언제나 이 화산의 위협 속에서 살고 있다. 인도네시아에서 가장 활발한 화산 중 하나이다.